# Ʉ̱́
Cette page contient des caractères spéciaux ou non latins. S’ils s’affichent mal (▯, ?, etc.), consultez la page d’aide Unicode.
Ʉ̱́ (minuscule : ʉ̱́), appelé U barré macron souscrit accent aigu, est une lettre utilisée dans l’écriture du popoluca de Sayula.
Elle est formée de la lettre U barré diacritée d’un macron souscrit et d’un accent aigu.

## Représentations informatiques
Le U barré macron souscrit accent aigu peut être représente avec les caractères Unicode suivants  (latin étendu B, alphabet phonétique international, diacritiques),, :
| formes    | représentations | chaînes de caractères | points de code       | descriptions                                                                        |
| --------- | --------------- | --------------------- | -------------------- | ----------------------------------------------------------------------------------- |
| capitale  | Ʉ̱́               | Ʉ◌̱◌́                   | U+0244 U+0331 U+0301 | lettre majuscule latine u barré diacritique macron souscrit diacritique accent aigu |
| minuscule | ʉ̱́               | ʉ◌̱◌́                   | U+0289 U+0331 U+0301 | lettre minuscule latine u barré diacritique macron souscrit diacritique accent aigu |